# Supt
Supt – miejscowość i gmina we Francji, w regionie Burgundia-Franche-Comté, w departamencie Jura.
Według danych na rok 1990 gminę zamieszkiwały 102 osoby, a gęstość zaludnienia wynosiła 7 osób/km² (wśród 1786 gmin Franche-Comté Supt plasuje się na 641. miejscu pod względem liczby ludności, natomiast pod względem powierzchni na miejscu 221).